# QGIS
QGIS는 데이터 뷰, 편집, 분석을 제공하는 크로스 플랫폼 자유-오픈 소스 데스크톱 지리 정보 체계(GIS) 응용 프로그램이다. 2013년까지 사용된 이름은 Quantum GIS이다. 셰이프파일(shape file)형식을 지원한다.

## 모바일 버전

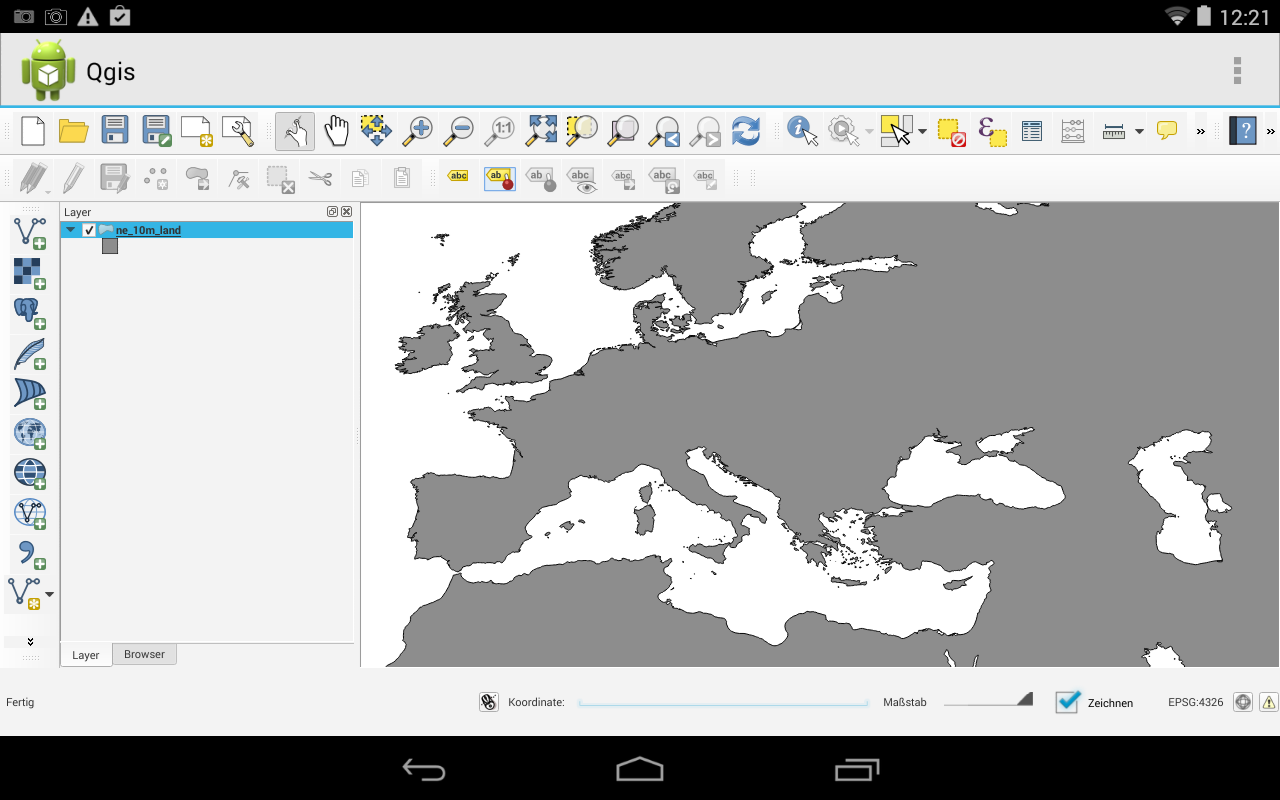
QGIS-안드로이드 스크린샷

QGIS의 모바일 버전은 현재 안드로이드용으로 개발되고 있다. 이 버전은 터치, 멀티터치, 스타일러스 입력에 최적화되어 있다. 모바일 장치의 지리 위치 기능을 사용하여 사용자의 현재 위치에서 GIS 기능을 만들 수 있다.

## 공간 정보
지도 제작에서 CAD와 QGIS간에 서로 수치 정보를 포함하는 공간 정보의 지리 정보를 DXF파일 형식 등으로 호환시킬 수 있다.

## 같이 보기
- GCS
- 오토캐드
- 큐캐드